# 幸心
幸心（こうしん）は、愛知県名古屋市守山区の地名。現行行政地名は幸心一丁目から幸心四丁目。住居表示未実施。

## 地理
名古屋市守山区西部に位置する。

## 歴史
春日井郡（東春日井郡）幸心村を前身とする。

### 町名の由来
猿田彦命信仰による「幸神」表記が転じたとする『尾張国地名考』の説と、庚申堂があったことによる「庚申村」の表記が転じたとする『郡村徇行記』の説があるという。庚申堂は地内常雲寺に所在している。

### 沿革

#### 大字幸心
- 江戸時代〜 - 幸心村として所在[3]。
- 1889年（明治22年）10月1日 - 合併に伴い、東春日井郡高間村大字幸心となる[4]。
- 1906年（明治39年）7月16日 - 合併に伴い、東春日井郡守山町大字幸心となる[4]。
- 1954年（昭和29年）6月1日 - 市制施行に伴い、守山市大字幸心となる[4]。
- 1963年（昭和38年）2月15日 - 合併に伴い、名古屋市守山区大字幸心となる[4]。
- 1978年（昭和53年）6月25日 - 一部が西川原町に編入される[4]。
- 1998年（平成10年）2月16日 - 一部が幸心一丁目〜四丁目・新守山・新守西に編入される[3][5]。
- 2000年（平成12年）11月27日 - 一部が瀬古三丁目および瀬古東三丁目に編入される[3][5]。
- 2001年（平成13年）11月19日 - 一部が瀬古東一丁目および同二丁目に編入される[3][5]。

#### 幸心一丁目〜四丁目
- 1998年（平成8年）2月16日 - 大字幸心・大字瀬古・大字大永寺・大字守山の各一部により、幸心一丁目から同四丁目が成立する[3][5]。

### 字一覧
1932年（昭和7年）発行『明治十五年愛知県郡町村字名調』による東春日井郡幸心村の字一覧。
- 西通（にしとおり）[6]
- 森東（もりひがし）[6]
- 屋敷（やしき）[6]
- 毘沙門（びしゃもん）[6]
- 北高田（きたこうだ）[6]
- 中畑（なかばた）[6]
- 川原畑（かわらばた）[6]
- 上木戸（かみきど）[6]
- 下木戸（しもきど）[6]
- 新田前（しんでんまえ）[6]
- 西河原（にしかわら）[6]
- 荒子（あらこ）[6]
- 中河原（なかかわら）[6]
- 外河原（そとかわら）[6]

## 世帯数と人口
2019年（平成31年）4月1日現在の世帯数と人口は以下の通りである。
| 丁目       | 世帯数    | 人口    |
| ---------- | --------- | ------- |
| 幸心一丁目 | 377世帯   | 850人   |
| 幸心二丁目 | 697世帯   | 1,683人 |
| 幸心三丁目 | 523世帯   | 1,102人 |
| 幸心四丁目 | 455世帯   | 921人   |
| 計         | 2,052世帯 | 4,556人 |

### 人口の変遷
国勢調査による人口の推移
大字幸心
| 1995年（平成7年）  | 3,667人 | [ WEB 6 ] |  |
| 2000年（平成12年） | 203人   | [ WEB 7 ] |  |

幸心
| 2000年（平成12年） | 4,169人 | [ WEB 6 ] |  |
| 2005年（平成17年） | 4,370人 | [ WEB 7 ] |  |
| 2010年（平成22年） | 4,575人 | [ WEB 8 ] |  |
| 2015年（平成27年） | 4,636人 | [ WEB 9 ] |  |

## 学区
市立小・中学校に通う場合、学校等は以下の通りとなる。また、公立高等学校に通う場合の学区は以下の通りとなる。
| 丁目       | 番・番地等 | 小学校               | 中学校                 | 高等学校 |
| ---------- | ---------- | -------------------- | ---------------------- | -------- |
| 幸心一丁目 | 全域       | 名古屋市立瀬古小学校 | 名古屋市立守山西中学校 | 尾張学区 |
| 幸心二丁目 | 全域       | 名古屋市立瀬古小学校 | 名古屋市立守山西中学校 | 尾張学区 |
| 幸心三丁目 | 全域       | 名古屋市立瀬古小学校 | 名古屋市立守山西中学校 | 尾張学区 |
| 幸心四丁目 | 全域       | 名古屋市立二城小学校 | 名古屋市立守山西中学校 | 尾張学区 |

## 交通
- 国道19号[1]
- 愛知県道59号名古屋中環状線[1]

## 施設
- 愛知県営幸心住宅[1]
- 名古屋市営瀬古会館[1]
- 曹洞宗常雲寺[1]
- 間黒神社[1]
- 雪印メグミルク名古屋工場
- あいち銀行守山中央支店

- 瀬古会館
- 常雲寺
- 間黒神社
- 雪印メグミルク名古屋工場

## その他

### 日本郵便
- 郵便番号 : 463-0079[WEB 3]（集配局：守山郵便局[WEB 12]）。

### WEB
1. ↑  “愛知県名古屋市守山区の町丁・字一覧”.   人口統計ラボ. 2017年3月26日閲覧。
2. 1 2  “町・丁目(大字)別、年齢(10歳階級)別公簿人口(全市・区別)”.   名古屋市 (2019年4月22日). 2019年4月23日閲覧。
3. 1 2  “郵便番号”.  日本郵便. 2019年3月17日閲覧。
4. ↑  “市外局番の一覧”.   総務省. 2019年1月6日閲覧。
5. 1 2  名古屋市役所市民経済局地域振興部住民課町名表示係 (2015年10月21日). “守山区の町名”.   名古屋市. 2017年3月26日閲覧。
6. 1 2  総務省統計局 (2014年3月28日). “平成7年国勢調査の調査結果(e-Stat) - 男女別人口及び世帯数 －町丁・字等”. 2019年3月23日閲覧。
7. 1 2  総務省統計局 (2014年5月30日). “平成12年国勢調査の調査結果(e-Stat) - 男女別人口及び世帯数 －町丁・字等”. 2019年3月23日閲覧。
8. ↑  総務省統計局 (2012年1月20日). “平成22年国勢調査の調査結果(e-Stat) - 男女別人口及び世帯数 －町丁・字等”. 2019年3月23日閲覧。
9. ↑  総務省統計局 (2017年1月27日). “平成27年国勢調査の調査結果(e-Stat) - 男女別人口及び世帯数 －町丁・字等”. 2019年3月23日閲覧。
10. ↑  “市立小・中学校の通学区域一覧”.   名古屋市 (2018年11月10日). 2019年1月14日閲覧。
11. ↑  “平成29年度以降の愛知県公立高等学校（全日制課程）入学者選抜における通学区域並びに群及びグループ分け案について”.   愛知県教育委員会 (2015年2月16日). 2019年1月14日閲覧。
12. ↑  “郵便番号簿 2018年度版” (PDF).   日本郵便. 2019年5月8日閲覧。

### 文献
1. 1 2 3 4 5 6 7  「角川日本地名大辞典」編纂委員会 1989, p. 1557.

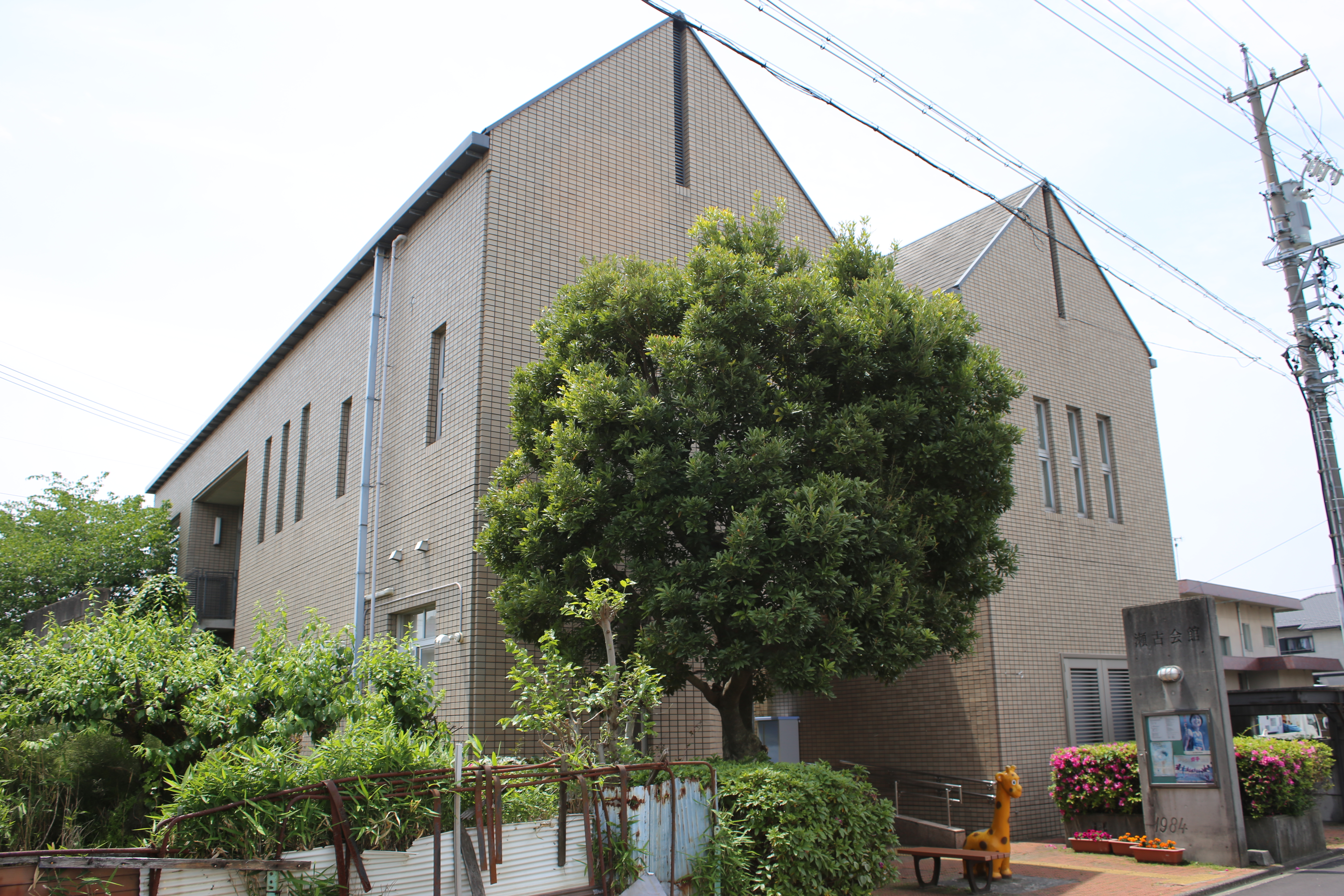
瀬古会館
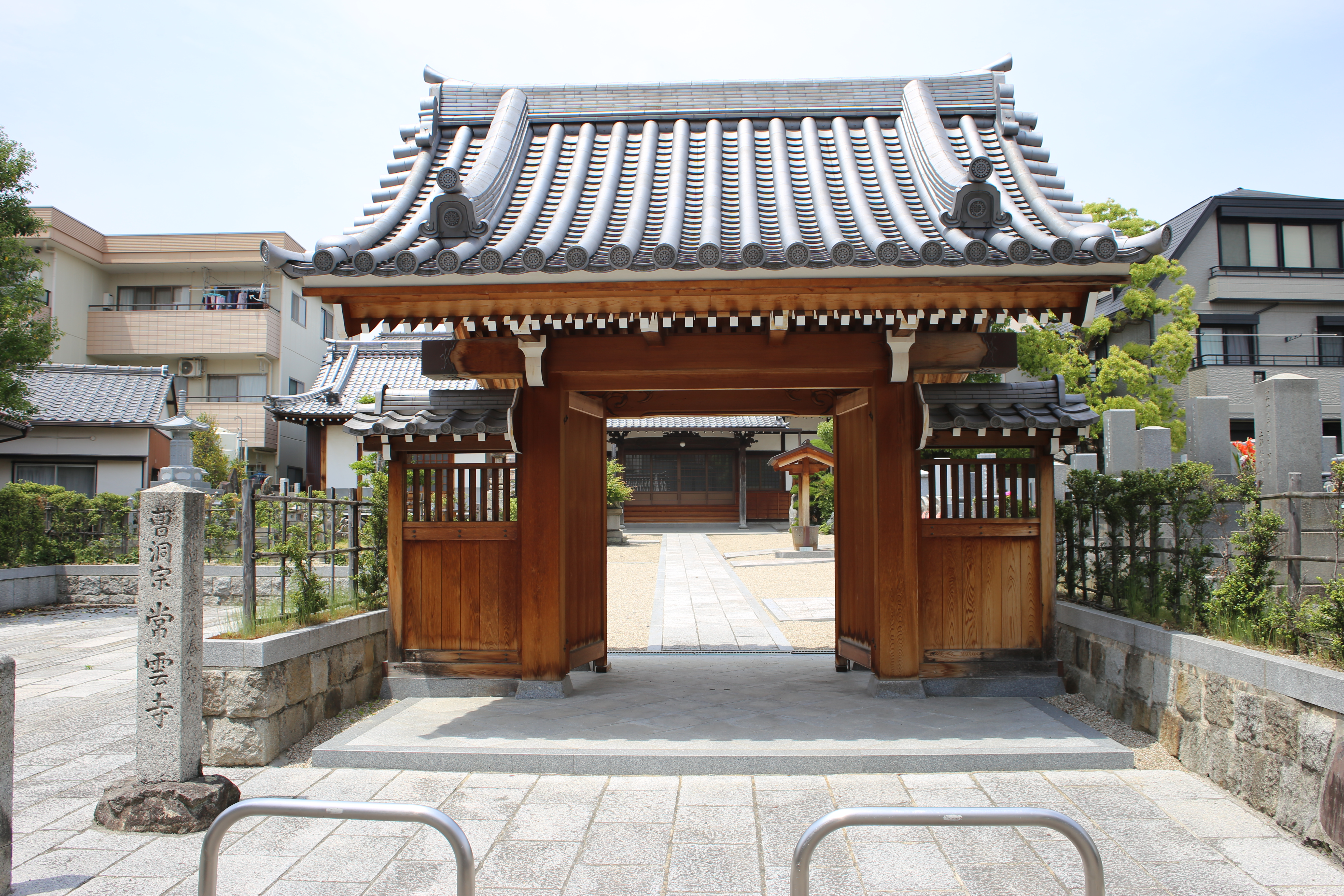
常雲寺
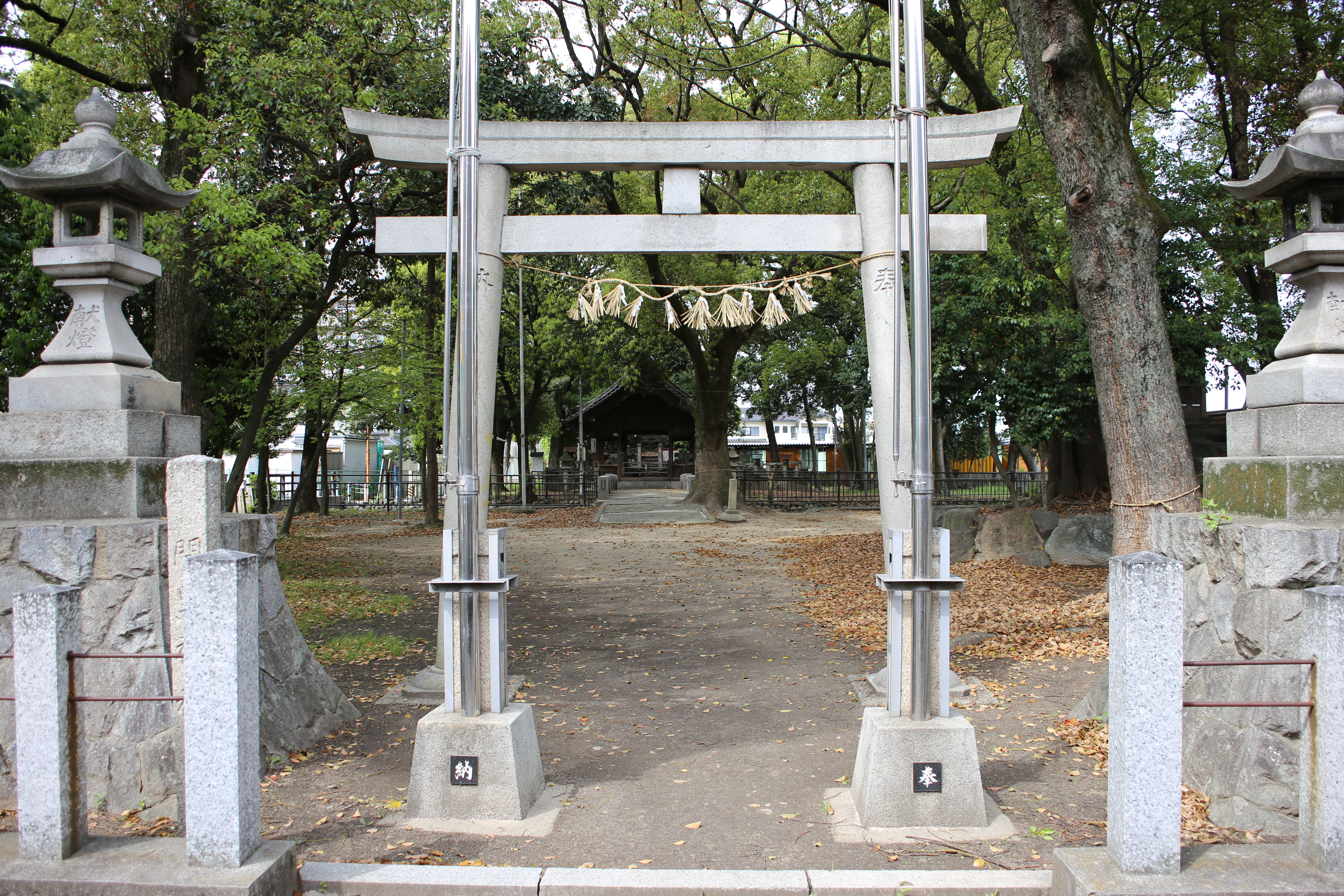
間黒神社
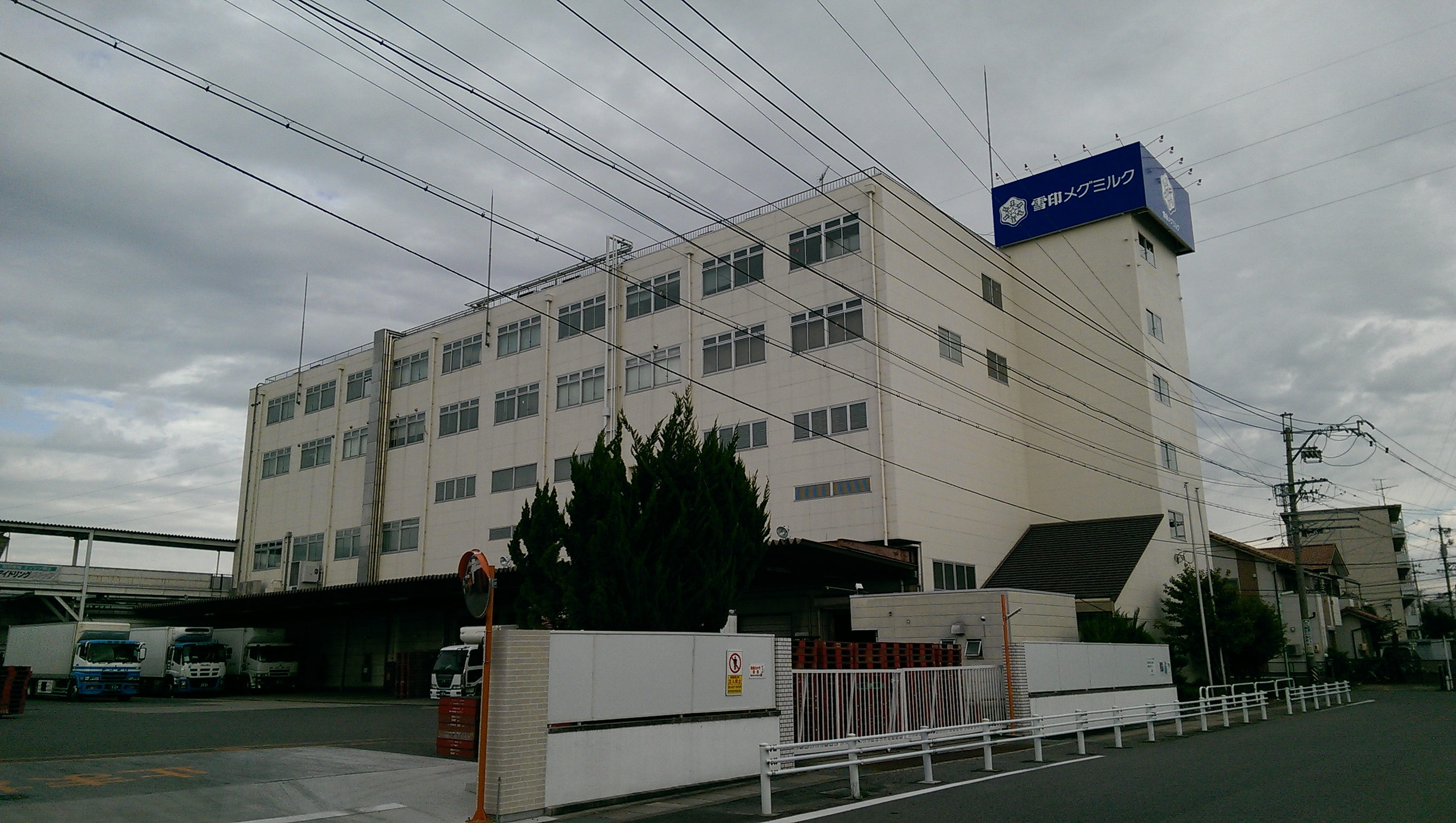
雪印メグミルク名古屋工場

2. 1 2  名古屋市計画局 1992, p. 610.
3. 1 2 3 4 5  守山区制50周年記念事業実行委員会 2013, p. 356.
4. 1 2 3 4 5  名古屋市計画局 1992, p. 857.
5. 1 2 3 4  守山区制50周年記念事業実行委員会 2013, p. 397.
6. 1 2 3 4 5 6 7 8 9 10 11 12 13 14  名古屋市計画局 1992, p. 901.